# Undercover Cops
Undercover Cops è un videogioco arcade, di tipo picchiaduro a scorrimento orizzontale, pubblicato da Irem nel 1992.

## Trama
Nell'anno 2043, l'umanità si sta lentamente riprendendo dopo una catastrofe nucleare. In una città statunitense il sindaco deve contrastare i piani di uno scienziato pazzo, il dottor Crayborn: ingaggia dunque i City Sweepers, tre personaggi che agiscono sotto copertura, senza alcun mandato ufficiale. Occorre fermare Crayborn prima che possa distruggere la metropoli.

## Modalità di gioco
L'azione si svolge per cinque livelli, dove i tre protagonisti, inizialmente disarmati, devono ogni volta fronteggiare un certo numero di nemici comuni e quindi il boss di turno.
Le vite a disposizione sono tre, aumentabili al raggiungimento di determinati punteggi; sono contemplati i punti ferita. Si usano il joystick, per gli spostamenti, e due tasti: A per attaccare e raccogliere armi o energia vitale, B per saltare.
Si perde una vita se verrà tolta tutta l'energia vitale, oppure cadendo in trappole e nel vuoto, o ancora se si esaurisce il tempo a disposizione.
Sono previsti due diversi finali: non solo infatti bisogna sconfiggere Crayborn, ma anche impedire il lancio della bomba nucleare da lui messa a punto. Se entrambi gli obiettivi vengono raggiunti, la sequenza conclusiva mostrerà l'arresto dello scienziato, in caso contrario si assisterà alla distruzione della città, con gli eroi che si vedono anche privati della loro licenza di City Sweepers.

## Eroi e boss di fine livello
Di questo videogioco esistono due versioni, una occidentale e una giapponese, che presentano nomi differenti per i protagonisti e i boss di fine livello, tranne lo scienziato pazzo.

### Eroi
- Zan (versione giapponese) o Claude (versione occidentale): un maestro di karate.
- Matt (versione giapponese) o Bubba (versione occidentale): un ex giocatore di football americano.
- Rosa (versione giapponese) o Flame (versione occidentale): una vigilante.

### Boss
- Parcs (versione giapponese) o  Cue Ball (versione occidentale), boss del livello 1: un cyborg, ispirato a Terminator; questo boss può essere eliminato all'istante se verrà portato nell'area dove è in funzione un tritarifiuti (letale anche per gli eroi).
- Fransowors (versione giapponese) o Fatso (versione occidentale), boss del livello 2: un'obesa e isterica donna wrestler, che attacca con un martello pneumatico.
- Moguralian β (versione giapponese) o Gunpuncher (versione occidentale), boss del livello 3: un uomo mascherato, imbottito di esplosivi.
- Balbarotch (versione giapponese) o Cone Head (versione occidentale), boss del livello 4: un clown che attacca con un artiglio metallico e varie armi nascoste sotto i suoi vestiti; dopo essere stato sconfitto si suicida dandosi fuoco e di lui resterà solo lo scheletro carbonizzato.
- Dr. Crayborn, boss finale: lo scienziato pazzo, un uomo piccolo e occhialuto che attacca in vari modi dopo essersi trasformato in un essere mostruoso (riacquisterà le proprie fattezze una volta sconfitto).